# Tzelepat
Tzelepat är en ort i Mexiko.   Den ligger i kommunen Huixtán och delstaten Chiapas, i den sydöstra delen av landet, 800 km öster om huvudstaden Mexico City. Tzelepat ligger 1 999 meter över havet och antalet invånare är 339.
Terrängen runt Tzelepat är kuperad. Runt Tzelepat är det glesbefolkat, med 17 invånare per kvadratkilometer. I omgivningarna runt Tzelepat växer huvudsakligen savannskog.